# Santiago Herrero
Santiago Herrero, surnommé « Le Héros », né le 2 mai 1942 à Madrid et mort le 10 juin 1970 - dans un accident lors du Tourist Trophy de l'île de Man - à Douglas, est un pilote de moto de course.
Il a été le principal pilote de la fameuse Ossa 250cc monocylindre monocoque, conçue par l'ingénieur Barcelonais Eduardo Giro. Grâce à des options techniques avancées (cadre monocoque en magnésium, distributeur rotatif), et à son talent, il a mené cette moto à la victoire et pouvait envisager de remporter un titre mondial, malgré une opposition disposant de motos bien plus puissantes.
Il courait sur cette Ossa (pilote officiel de la marque) lors du drame, et c’est ce qui a en partie décidé la marque d’arrêter la compétition sur route. Il avait 28 ans.

Il a participé à 17 Grands Prix, en a gagné 4 mais n’a jamais été champion du monde. Il était en très bonne position au championnat du monde 250 1970 lors de son accident mortel.

## Palmarès
- Premier Grand Prix : Grand Prix d’Allemagne de l’Ouest, 250 cm3, 1968
- Première victoire : Grand Prix d’Espagne, 250 cm3, 1969
- Dernière victoire : Grand Prix de Yougoslavie, 250 cm3, 1970
- Dernier Grand Prix : Tourist Trophy, 1970